# Direktanschlussstation
Eine Direktanschlussstation dient dem unmittelbaren Anschluss einer Wasserlöschanlage an das öffentliche Trinkwassernetz. Der zugrundeliegenden Anforderungsgrundlage DIN 1988-600 zufolge, ist die Direktanschlussstation nach DIN 14464 als eine zulässige Trennung gelistet. 
Wichtig ist eine ausreichende Wasserversorgung, die ausreichend Druck/Volumenstrom bereitstellen kann. Bei Neuanlagen ist der Spitzenvolumenstrom auf 50 m³/h begrenzt.

## Funktion
In der Grundstellung erfolgt eine Trennung durch ein freies Rohrstück, das abtrocknen kann. Erfolgt eine Branddetektion durch die angeschlossene Sprinkleranlage, so fällt der Druck im Löschanlagennetz ab. Dieser Druckabfall wird gemessen. Folglich schaltet ein gegenläufiger Schieber und verschließt das freie Rohrstück und öffnet zugleich die Verbindung zum Trinkwassernetz. Aufgrund des Druckunterschieds kann kein Stagnationswasser der Sprinkleranlage in das Trinkwassernetz einfließen.
Erfolgt ein Zurücksetzen der Direktanschlussstation, so wird der Schieber wieder in Grundstellung gefahren und das freie Rohrstück kann, wie in der Norm gefordert, wieder abtrocknen.